# Lodi (estación)
La estación de Lodi es una estación en la Línea C del Metro de Roma. La estación no se encuentra precisamente debajo de Piazza Lodi, de donde toma su nombre, sino cerca de la intersección de Via La Spezia, a través de Orvieto y Piazza Camerino, en el distrito de Tuscolano.

## Historia

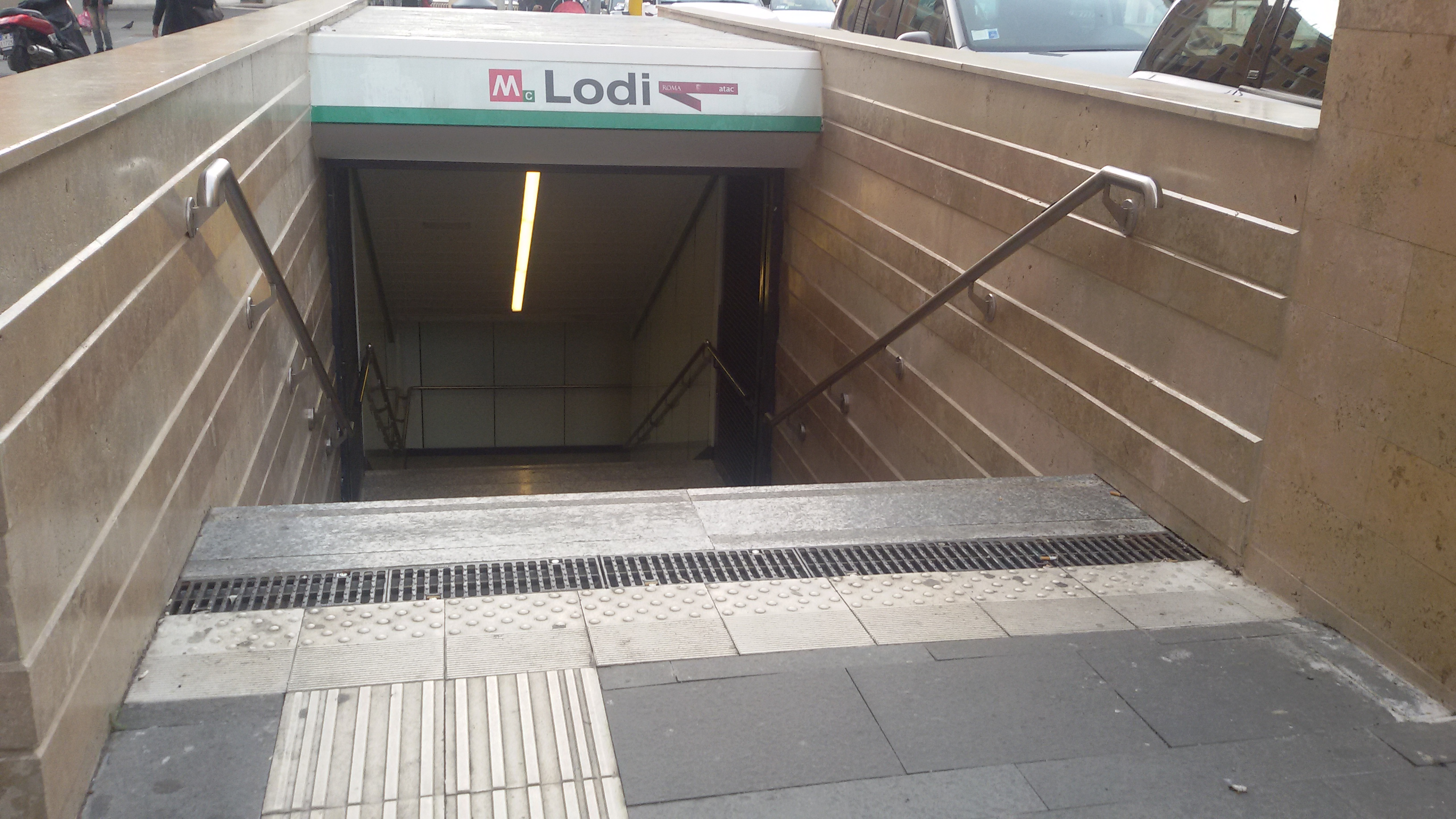
Entrada.

Las obras comenzaron en la construcción de la nueva estación en abril de 2007. La estación se terminó en enero de 2015. Su apertura tuvo lugar el 29 de junio de 2015 y fue el término temporal de la línea C hasta la apertura de San Giovanni el 12 de mayo de 2018.

## Intercambios
La estación permite los siguientes intercambios:
- Estación de tren (Ponte Casilino)
- Parada de autobús (líneas ATAC)